# نیاسیز
نیاسیز (به لاتین: Nyasvizh) یک منطقهٔ مسکونی در بلاروس است که در Nesvizh District واقع شده‌است. نیاسیز ۱۴٬۳۰۰ نفر جمعیت دارد.

## خواهرخوانده
شهرهای کاوا د تیرنی و رئوتوف خواهرخوانده‌های نیاسیز هستند.